# Джонас Брадърс: 3D концертът
Джонас Брадърс: 3D концертът (на английски Jonas Brothers: The 3D Concert Experience) е американски концертен филм, направен през 2009 от Walt Disney Pictures и Jonas Films и представен в Disney Digital 3D, Dolby Digital 3D и IMAX 3D. Пуснат е първо в САЩ, Канада и Пуерто Рико, ставайки първия Digital 3D филм, излъчен в Пуерто Рико, на 27 февруари 2009, а по-късно и в други държави. Във филма участва триото Jonas Brothers.

### Встъпителна част
1. „Интро“ – „Tonight“